# آمده رولان
آمده رولان (فرانسوی: Amédée Rolland‎; ۲۲ ژانویهٔ ۱۹۱۴ – ۹ ژوئن ۲۰۰۰) دوچرخه‌سوار اهل فرانسه بود.